# Olhalvo
Olhalvo ist eine Gemeinde (Freguesia) im portugiesischen Kreis Alenquer. In ihr leben 1806 Einwohner (Stand 19. April 2021).